# Maria Dinorah
Maria Dinorah Luz do Prado (Porto Alegre, 13 de maio de 1925 — Porto Alegre, 15 de dezembro de 2007) foi uma escritora de livros infanto-juvenis e professora  brasileira. Escreveu aproximadamente cem títulos.
No dia 26 de março de 2008, a Biblioteca Ecológica Infantil, situada no Parque Moinhos de Vento, foi renomeada em sua homenagem.

## Obras
- Alvorecer
- Dobrando Silêncios
- Hora Nua
- No Tempo e na Vida
- Rimando Ruas
- Geometria de Sombras
- Solidão de Mel
- Um Pai para Vinicius
- Tem que dar certo
- Pra Falar de Amor
- Coragem de Sonhar
- Coragem de Crescer
- Os Gêmeos
- O Ontem do Amanhã
- O Desafio da Liberdade
- Guardados de Afeto
- O Livro Infantil e a Formação do Leitor
- Giroflê Giroflá
- Pitangas e Vagalumes
- Boi Boá
- Meu Verde Mar Azul
- O Galo Superdotado
- O Ursinho Azul
- Vinte Pontos de Uma Vez
- Que Falta que Ela nos Faz
- Tudo Pode Nada Pode
- O Parque
- Iara Aruana